# Municipalità di Deniliquin
La municipalità di Deniliquin è una local government area che si trova nel Nuovo Galles del Sud. Si estende su una superficie di 130 chilometri quadrati e ha una popolazione di 7.633 abitanti. La sede del consiglio si trova a Deniliquin.